# Katholische Könige

Die Iberische Halbinsel zur Zeit der Katholischen Könige

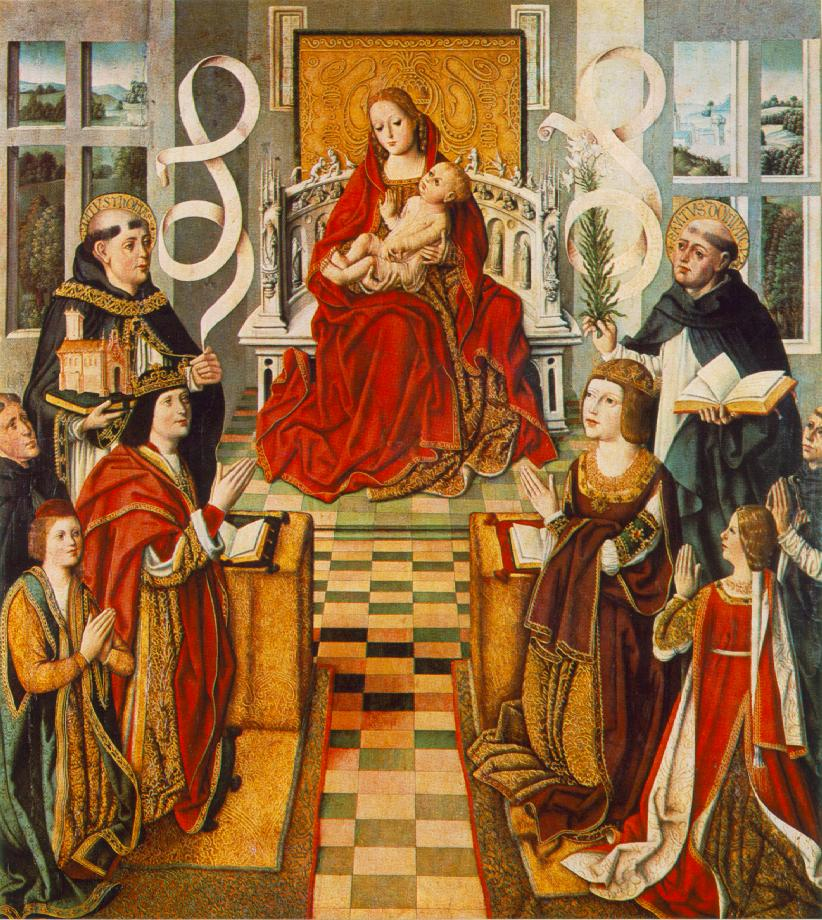
Madonna der Katholischen Könige von Fernando Gallego (1490–95)

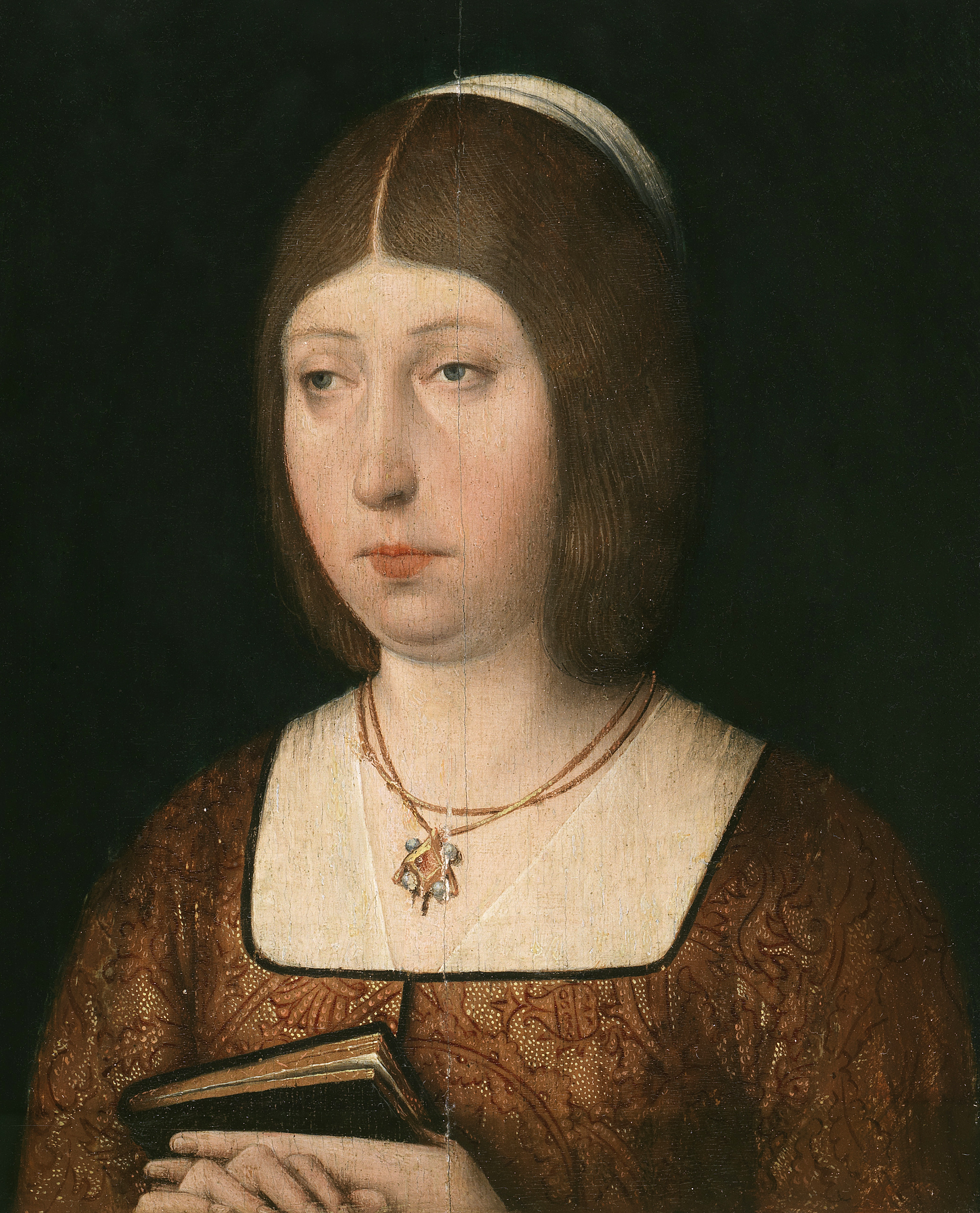
Königin Isabella

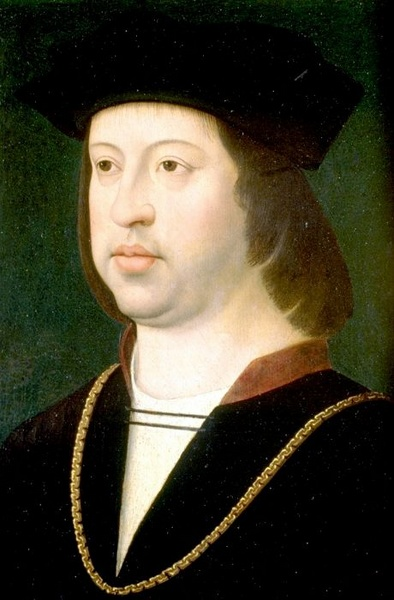
König Ferdinand

Als Katholische Könige (spanisch Reyes Católicos) bezeichnet man die spanischen Monarchen Königin Isabella I. von Kastilien (1451–1504) und König Ferdinand II. von Aragón (1452–1516), der als Ferdinand V. auch König von Kastilien war. Der Herrschertitel Reyes Católicos wurde ihnen im Jahr 1496 von Papst Alexander VI. verliehen.

Der komplette Titel der Katholischen Könige, wie er im Vertrag von Tordesillas vom 7. Juni 1494 wiedergegeben ist, lautete: Ferdinand und Isabella durch die Gnade Gottes König und Königin von Kastilien, von León, von Aragonien, von Sizilien, von Granada, von Toledo, von Valencia, von Galicien, von Mallorca, von Sevilla, von Sardinien, von Korsika, von Murcia, von Jaén, der Algarve, von Algeciras, von Gibraltar, der Kanarischen Inseln, Graf und Gräfin von Barcelona, Herr und Herrin der Biskaya und von Molina de Aragón, Herzog und Herzogin von Athen und des Herzogtums Neopatria, Graf und Gräfin des Roussillon und der Cerdanya, Markgraf und Markgräfin von Oristano und von Gociano. Diese, später noch um einige Herrschaftsgebiete wie z. B. Navarra erweiterte, Herrschertitulatur sollte anzeigen, dass die Könige interessiert daran waren, die verfassungsmäßigen Besonderheiten der unterschiedlichen Reiche zu respektieren. 

„Bezeichnenderweise haben die Könige es auch abgelehnt, sich in ihrer Herrschertitulatur als »Könige von Spanien« zu bezeichnen, sondern die bis ins 19. Jahrhundert gültige Herrschertitulatur gewählt, die, später wiederholt geringfügig modifiziert, aus einer Aneinanderreihung der Namen der verschiedenen Teilreiche bestand: also Könige von Kastilien, León, Aragón … usw.“

## Titel „Katholische Könige“

### Verwendung des Begriffes
Der Titel wurde Isabella und Ferdinand im Jahr 1496 verliehen. Trotzdem wird das Königspaar in der Literatur meist ab der Übernahme der Regierung in Kastilien im Jahr 1474 als Katholische Könige bezeichnet. In der deutschsprachigen Geschichtsschreibung ist dies ein fester Begriff. Im Duden wird die Bezeichnung Allerkatholischste Majestäten als Titel der spanischen Könige genannt. In Spanien ist die Abkürzung RRCC (Reyes Católicos) oder „Los Reyes“ eine allgemein bekannte, übliche Bezeichnung für die Katholischen Könige. Das Diccionario de la lengua española de la Real Academia Española enthält den Begriff „Reyes Católicos“ nicht.

### Verleihung des Titels
Der Ehrentitel wurde dem Königspaar Isabella und Ferdinand durch die Bulle Si convenit, vom 19. Dezember 1496 von dem aus dem Königreich Valencia stammenden Papst Alexander VI. verliehen. In der Bulle kommen die Begriffe Könige oder König und Königin nicht vor. Isabella und Ferdinand werden als Majestäten bezeichnet, eine Anrede, die nur für Kaiser und Könige verwendet wurde. Der Ehrentitel galt als vererblich; die Nachfolger der Königin Isabella und des Königs Ferdinand führten ihn ebenso. Er gilt auch heute als eine der dem spanischen König zustehenden Ehrungen.
Andere europäische Könige führten ähnliche von Päpsten verliehene erbliche Titel:
- Allerchristlichster König (rex christianissimus),
Ludwig XI. führte den Titel mit Zustimmung der Päpste als Teil seiner offiziellen Titulatur.
- Apostolischer König von Ungarn
Stephan I. (Ungarn) wurde von Papst Silvester II. mit dem Titel ausgezeichnet. Papst Clemens XIII. erneuerte ihn 1758 für Maria Theresia und ihre Nachfolger.
- Allergläubigster König (rex fidelissimus)
 Johann V. von Portugal bekam den Titel 1748 von Papst Benedikt XIV. verliehen.
- Verteidiger des Glaubens (Fidei defensor)
Heinrich VIII. von England wurde dieser Ehrentitel 1521 von Papst Leo X. verliehen, von Papst Paul III. jedoch wieder aberkannt.

## Eheschließung
Isabella und Ferdinand wurden am 19. Oktober 1469 in Valladolid getraut. Die Eheschließung fand ohne Zustimmung des damaligen Königs von Kastilien, Isabellas Halbbruder Heinrich IV., statt. Isabella führte zu dieser Zeit den Titel einer Fürstin von Asturien. Diesen Titel trugen die Thronfolger in Kastilien seit 1388.
Am 7. Januar 1469, also bereits neun Monate vor der Heirat, hatte Ferdinand sich verpflichtet, als Mitregent in Kastilien die Privilegien und Freiheiten des Klerus zu respektieren, wieder Ordnung in der Justizverwaltung zu schaffen, die Mauren zu bekämpfen und vor allem eng mit Isabella zusammenzuarbeiten. Alle Entscheidungen sollten gemeinsam getroffen werden, alle Erlasse die Unterschrift des Königs und der Königin tragen, doch rechtlich sollte nur Isabella die Trägerin der Krone sein.

## Übernahme der Regierung in Kastilien
Am 11. Dezember 1474 starb Heinrich IV. Da sich Ferdinand zu diesem Zeitpunkt in Aragón aufhielt, ließ Isabella sich am 13. Dezember 1474 in Segovia alleine zur Königin ausrufen. (Im Gegensatz zu Frankreich oder England gab und gibt es in Spanien keine Salbung oder Krönungszeremonie.) In den Aufrufen wurde die Formel „Isabella, Königin von Kastilien; Ferdinand, ihr rechtmäßiger Gemahl“. benutzt. Als Ferdinand am 2. Januar 1475 Segovia erreichte, zeigte er sich verärgert über diese  Formel. Er fordert den Titel eines Königs von Kastilien. Die Frage seiner Teilhabe an der Regierung Kastiliens wurde durch den Vertrag von Segovia festgelegt, der von Kardinal Pedro González de Mendoza und Alfonso Carrillo, dem Erzbischof von Toledo, erarbeitet worden war und der von Isabella und Ferdinand am 15. Januar 1475 akzeptiert wurde.
Darin wurde festgelegt, dass

„1. alle Dokumente, die der königlichen Unterschrift bedurften, im Namen von beiden Monarchen ausgestellt werden sollten, wobei der Name des männlichen Partners an erster Stelle genannt werden, zugleich aber Kastilien an erster Stelle in der Titulatur der Herrscher und in der Abfolge der Wappen und Insignien angeführt werden sollte;
2. Isabella als die eigentliche Königin die Huldigung des Königreiches empfangen sollte;
3. alle Einkünfte der Krone nach Abzug sämtlicher Zahlungsverpflichtungen von der Königin ihrem Gemahl mitgeteilt werden sollten, damit sie gemeinsam über ihre Verteilung beschließen;
4. alle Beamten, deren Gehälter von den Einkünften der Krone Kastiliens zu bezahlen seien, von Isabella ernannt werden.“

## Einigung Spaniens
Wenn heute von politischen Entscheidungen in Kastilien zwischen 1475 und 1504 gesprochen wird, handelt es sich um gemeinsame Entscheidungen von Isabella und Ferdinand. Die Entscheidungen werden in der Literatur gewöhnlich als Entscheidungen der Katholischen Könige bezeichnet, auch wenn ihnen dieser Titel erst im Jahr 1496 von Alexander VI. verliehen wurde.
Mit der Beendigung des Kastilischen Erbfolgekrieges und der Thronbesteigung Ferdinands in Aragón begann die eigentliche Regierungszeit der Katholischen Könige im Jahr 1479.
Durch die Heirat zwischen Isabella und Ferdinand entstand noch keinerlei formale Verbindung der Krone von Kastilien mit der Krone von Aragón. Es handelte sich lediglich um eine Personalunion, die im Jahr 1504 mit der Thronfolge Johannas aufgehoben und erst 1516 unter Karl I. wiederhergestellt wurde.
Es gab, mit Ausnahme der Spanischen Inquisition keine gemeinsamen Institutionen. In Kastilien und einigen Ländern der Krone von Aragón gab es getrennte Cortes. Beim Übertritt über die Grenzen wurden Zölle erhoben. Bürger aus Aragón waren in Kastilien Ausländer, die z. B. nicht an der Kolonisierung Amerikas teilhaben konnten.